# (10042) Budstewart
(10042) Budstewart es un asteroide que forma parte del cinturón de asteroides y fue descubierto el 14 de agosto de 1985 por Edward L. G. Bowell desde la Estación Anderson Mesa, en Flagstaff, Estados Unidos.

## Designación y nombre
Budstewart se designó al principio como 1985 PL.
Posteriormente, en 2001, fue nombrado en honor del astrónomo estadounidense Bud Stewart (1903-1979).

## Características orbitales
Budstewart orbita a una distancia media del Sol de 2,573 ua, pudiendo acercarse hasta 1,995 ua y alejarse hasta 3,151 ua. Tiene una inclinación orbital de 12,76 grados y una excentricidad de 0,2245. Emplea 1508 días en completar una órbita alrededor del Sol. El movimiento de Budstewart sobre el fondo estelar es de 0,2388 grados por día.

## Características físicas
La magnitud absoluta de Budstewart es 13 y el periodo de rotación de 3,695 horas.